# Skrajny Durny Kopiniak
Skrajny Durny Kopiniak (słow. Predná pyšná veža) – turnia w górnym fragmencie Durnej Grani w słowackiej części Tatr Wysokich. Na północy graniczy z Pośrednim Durnym Kopiniakiem, od którego oddzielają go wyraźne Niżnie Durne Wrótka, natomiast na południe od Skrajnego Durnego Kopiniaka położona jest Zadnia Durna Baszta, oddzielona wybitnym Wyżnim Durnym Karbem. Turnia ma wierzchołek złożony z trzech skalnych igieł.
Turnia jest wyłączona z ruchu turystycznego. Zachodnie stoki Skrajnego Durnego Kopiniaka opadają do Spiskiego Kotła, natomiast wschodnie do Klimkowego Żlebu – dwóch odgałęzień Doliny Małej Zimnej Wody i jej górnego piętra, Doliny Pięciu Stawów Spiskich. Drogi dla taterników prowadzą na wierzchołek granią od południa lub od północy oraz z Klimkowego Żlebu i Spiskiego Kotła. W zachodniej ścianie Skrajnego Durnego Kopiniaka można wyróżnić szeroki filar, na prawo od którego znajduje się wielka wnęka pozostała po obrywie skalnym. Stoki opadające do Klimkowego Żlebu są piarżysto-skalisto-trawiaste.
Pierwsze wejścia na Skrajnego Durnego Kopiniaka miały miejsce przy okazji pierwszych przejść Durnej Grani.

## Przypisy

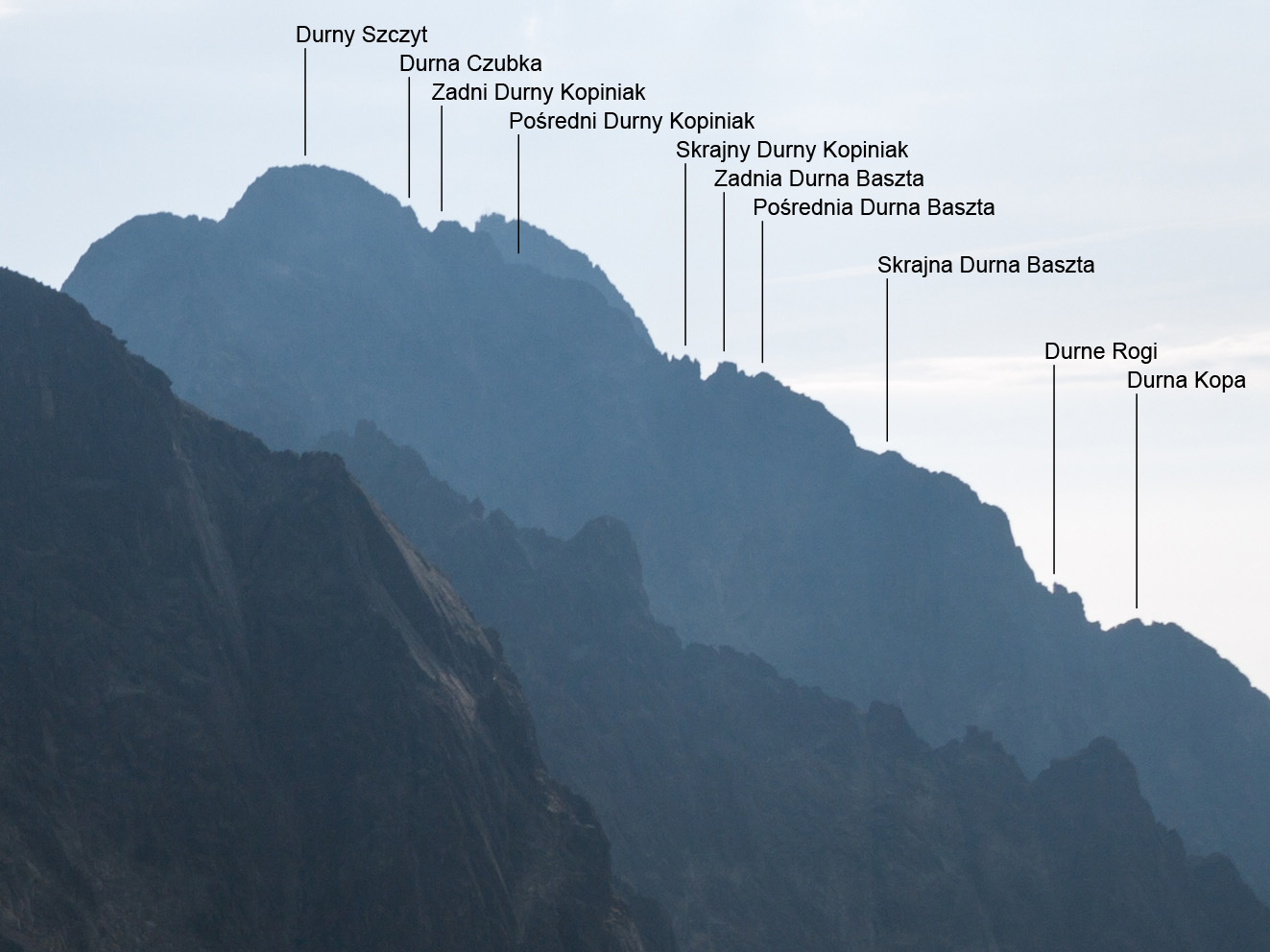
Widok na Durną Grań ze Śnieżnego Zwornika